# Tragelaphus
Tragelaphus de Blainville, 1816 è un genere di bovini che costituisce da solo la tribù dei Tragelaphini (noti anche come Strepsicerotini) o «antilopi dalle corna a spirale», cui appartengono dieci specie endemiche dell'Africa subsahariana come tragelafi, cudù ed elani. Il nome scientifico si riferisce a una creatura leggendaria, il tragelafo, una creatura ibrida con il corpo di cervo e la testa di capra. Sono antilopi di dimensioni medio-grandi, alte e munite di lunghe zampe, caratterizzate da maestose corna a spirale e da un manto dalla colorazione vistosa (il motivo più comune è una serie di strie verticali bianche).
Nonostante siano tra le specie più grandi di antilopi, in realtà sono più strettamente imparentate con il bue domestico (Bos taurus) e, insieme ad alcune specie asiatiche, appartengono alla sottofamiglia Bovinae. Sebbene la storia evolutiva del gruppo si sia svolta in Africa, ne sono state rinvenute specie fossili in Eurasia (che potrebbe anche essere il loro luogo d'origine). Il numero di generi e specie è tuttora oggetto di discussione: alcuni autori ritengono che esistano uno o due generi con dieci specie, mentre altri portano il numero a cinque generi e addirittura 25 specie. In generale, le antilopi dalle corna a spirale possono essere grosso modo ripartite in due gruppi: forme robuste (le due specie di elano, talvolta poste in un genere a sé, Taurotragus) e forme gracili (le specie restanti, il genere Tragelaphus propriamente detto, un raggruppamento arbitrario che secondo alcuni potrebbe giustificare l'istituzione di ulteriori generi).
Le antilopi dalle corna a spirale sono animali brucatori presenti in un'ampia varietà di ambienti, sia aridi che umidi, compresi steppe subdesertiche, savane, foreste pluviali e montagne. In tutti questi ambienti, tuttavia, preferiscono vivere tra fitti cespugli e boschetti, che offrono nascondiglio dai loro predatori naturali. Considerate tra i bovidi più belli e carismatici, le varie specie di antilopi dalle corna a spirale sono ospiti popolari degli zoo e delle riserve di caccia. Le due specie di elano sono state allevate come alternativa ai buoi domestici, in quanto sono resistenti agli ambienti estremi, hanno un carattere relativamente placido e la loro carne ha un elevato valore proteico.

## Etimologia

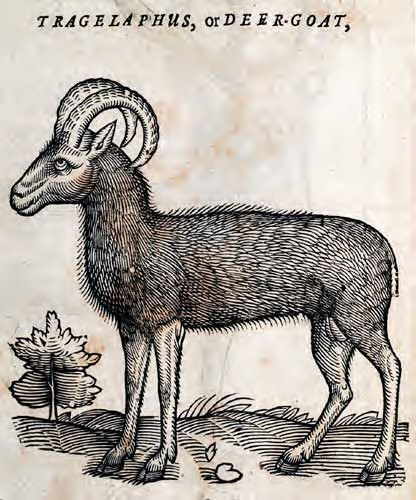
Un tragelafo in un'incisione tratta dal libro The History of Four-footed Beasts and Serpents di Edward Topsell.

La sottofamiglia Tragelaphinae venne istituita dallo zoologo britannico Edward Blyth nel 1863, ma venne in seguito declassata a tribù dallo zoologo russo Vladimir Sokolov nel 1953. Il nome trae ispirazione dal mitico tragelafo dell'antichità, che si credeva fosse una creatura metà capra e metà cervo, come indica chiaramente il nome, che deriva dalle parole greche τράγος (trágos), cioè «capro», e έλαφος (élaphos), «cervo».
Il nome alternativo, Strepsicerotini, era già stato istituito da un altro zoologo britannico, John Edward Gray, come «Strepsiceriae», nel 1846. Esso deriva dal greco στρεπτός (streptós), «contorto», e κέρατος (kératos), «corno», in riferimento alla forma delle corna di questi animali. Tuttavia, «Strepsiceriae» aveva il prefisso e il suffisso errati e il nome venne corretto in Strepsicerotini nel 1945 dal paleontologo americano George Gaylord Simpson. Sebbene il nome Strepsicerotini sia stato coniato per primo, la maggior degli scienziati gli preferisce il più recente Tragelaphini, in quanto più largamente utilizzato.

## Tassonomia

### Posizione all'interno di Bovinae
Le antilopi dalle corna a spirale appartengono alla sottofamiglia Bovinae, che comprende anche i buoi della tribù Bovini e due specie aberranti di antilopi asiatiche, l'antilope quadricorne e il nilgau, che formano la tribù Boselaphini. Le relazioni che intercorrono tra queste tribù variano a seconda della ricerca filogenetica che si prende in considerazione, ma la maggior parte di queste prevede l'esistenza di due cladi distinti per Bovini e Tragelaphini. Anche diverse prove morfologiche supportano l'ipotesi che i parenti viventi più stretti delle antilopi dalle corna a spirale siano i buoi: in particolare, le corna di entrambi i gruppi presentano dei peduncoli (punti di adesione al cranio) sul nucleo osseo.
Non sono mancati studi che hanno suggerito posizioni sistematiche alternative, come uno che vorrebbe le antilopi dalle corna a spirale gruppo gemello di nilgau (Boselaphus tragocamelus) e antilope quadricorne. Già in passato il nilgau era stato classificato come tragelafino da alcuni studiosi. Benirschke et al. (1980), che studiarono il cariotipo del cudù minore, scoprirono che esso condivideva con il nilgau un cromosoma X fuso con l'autosoma 14. Secondo un altro studio che ha analizzato la subunità 2 della citocromo-c ossidasi, il nilgau e il cudù minore sarebbero specie gemelle (ma tale risultato non ha ottenuto l'approvazione dagli altri scienziati, anche perché era basato su un campionamento limitato). La maggior parte degli autori non accetta la collocazione del nilgau tra i Tragelaphini, in quanto contravverrebbe alle prove morfologiche e molecolari finora raccolte.

### Record fossile
I Tragelaphini si sono differenziati dal loro gruppo gemello negli ultimi 15-18 milioni di anni. Un tempo si pensava che le antilopi dalle corna a spirale fossero esclusivamente africane, me in seguito ne sono stati rinvenuti fossili anche in Grecia e nel Caucaso. Kostopoulos e Koufos (2006) hanno descritto Pheraios chryssomallos a partire da resti risalenti al Turoliano rinvenuti in Tessaglia. Grazie all'analisi cladistica, che ha rilevato 46 caratteristiche craniche comuni, gli autori ritengono che questa specie sia la forma di tragelafino più basale (o almeno una specie gemella del gruppo). Ciò suggerisce che l'antenato di tutte le specie conosciute di antilopi dalle corna a spirale abbia avuto origine in Europa nel Miocene superiore. Anche il genere Pontoceros è stato rinvenuto in Europa orientale, più precisamente nel bacino di Migdonia, ma in letti risalenti a un'epoca più recente, il Pleistocene inferiore. Questo fa ipotizzare che le antilopi dalle corna a spirale siano passate dall'Africa all'Eurasia in un periodo successivo della loro storia evolutiva. Oltre a questi, vi sono anche dei fossili non ancora descritti trovati nell'Asia meridionale che potrebbero essere correlati con le antilopi dalle corna a spirale.
Fossili provenienti dall'Africa sono stati recuperati in siti come la gola di Olduvai in Tanzania, ma in molti casi sono costituiti da resti frammentari di ossa delle zampe o di corna. La più antica specie conosciuta tra queste è Tragelaphus moroitu, rinvenuto nei depositi del Miocene superiore/Pliocene inferiore di Asa Koma, Kuseralee e Medio Auasc nel Corno d'Africa. Simile nell'aspetto al nyala (Tragelaphus angasii), T. moroitu era un'antilope di piccole dimensioni che presentava caratteristiche primitive del nucleo osseo del corno, un aspetto che lo rende la più primitiva specie conosciuta di antilope dalle corna a spirale in Africa. L'abbondanza di resti fossili indica che questi animali erano tra le antilopi più comuni in Africa; inoltre, dal momento che durante la loro storia evolutiva si sono verificati cambiamenti climatici, hanno attraversato indenni periodi di turnover faunistico e si sono adattati a nuovi ambienti, manifestando una grande resistenza.
Segue una lista in ordine alfabetico delle specie fossili descritte finora:
- Tribù Tragelaphini Blyth, 1863 sensu Sokolov, 1953
  - Genere †Pheraios Kostopoulo & Koufos, 2006
    - †Pheraios chryssomallos Kostopoulo & Koufos, 2006

  - Genere †Pontoceros Vereshchagin et al., 1971
    - †Pontoceros surprine Vekua, 2012
    - †Pontoceros ambiguus Vereshchagin et al., 1971

  - Genere Taurotragus Wagner, 1855
    - †Taurotragus arkelli Leakey, 1965
    - †Taurotragus maroccanus Arambourg, 1939

  - Genere Tragelaphus de Blainville, 1816
    - †Tragelaphus algericus Geraads, 1981
    - †Tragelaphus gaudryi Thomas, 1884
    - †Tragelaphus kyaloae Harris, 1991
    - †Tragelaphus lockwoodi Reed & Bibi, 2011
    - †Tragelaphus moroitu Haile-Selassie et al., 2009
    - †Tragelaphus nakuae Arambourg, 1941
    - †Tragelaphus nkondoensis Geraads & Thomas, 1994
    - †Tragelaphus pricei Wells & Cooke, 1956
    - †Tragelaphus rastafari Bibi, 2011
    - †Tragelaphus saraitu Geraads et al., 2009

### Tassonomia
In passato la tribù dei Tragelaphini veniva suddivisa in due generi e nove specie: Taurotragus, con le due specie di elano, e Tragelaphus, con le restanti sette specie. Tuttavia, le ricerche recenti hanno indicato una sistematica diversa. Secondo gli studi molecolari sul DNA nucleare e mitocondriale, il cudù minore e il nyala sarebbero le forme esistenti più basali dei Tragelaphini. Poi, circa 10 milioni di anni fa, ebbe luogo la divisione tra forme gracili tipiche delle foreste e forme più grandi proprie delle pianure aperte. Pertanto, il genere Taurotragus costituirebbe un raggruppamento parafiletico all'interno del genere Tragelaphus; per fare chiarezza nella tassonomia, gli studiosi si sono trovati di fronte due opzioni: integrare Taurotragus in Tragelaphus, considerando il nome un sinonimo junior del secondo, o ripartire Tragelaphus in diversi generi, conservando Taurotragus. In una vasta operazione di riorganizzazione tassonomica degli ungulati effettuata nel 2011, Groves e Grubb hanno riconosciuto la validità di numerose specie criptiche e suddiviso le specie tradizionali in diverse specie geografiche. Per la loro classificazione i due studiosi si sono basati sul confronto morfologico tra le specie (in particolare sulle dimensioni degli elementi del cranio e sulla colorazione del manto) e sul concetto di specie filogenetica. Groves e Grubb hanno inoltre istituito diversi nuovi generi alla luce della parafilia di Tragelaphus e hanno classificato in maniera leggermente diversa le varie specie rispetto a quanto la genetica suggerirebbe. La maggior parte degli scienziati, comunque, non ha accettato questa proposta e la maggior parte di loro continua ad accettare la classificazione di tutti i Tragelaphini in un unico genere con dieci specie (non nove come in precedenza, in quanto le ricerche genetiche hanno evidenziato l'esistenza di due specie di tragelafo striato, una settentrionale e l'altra meridionale); solo pochi autori hanno accettato la nuova tassonomia proposta da Groves e Grubb.
Pertanto, le specie di Tragelaphus oggi riconosciute sono le seguenti:
- Tragelaphus derbianus (Gray, 1847) – antilope derbiana;
- Tragelaphus oryx (Pallas, 1767) – antilope alcina;
- Tragelaphus imberbis (Blyth, 1869) – cudù minore;
- Tragelaphus angasii Angas, 1849 – nyala;
- Tragelaphus strepsiceros (Pallas, 1766) – cudù maggiore;
- Tragelaphus sylvaticus (Sparrman, 1780) – tragelafo meridionale;
- Tragelaphus scriptus (Pallas, 1766) – tragelafo settentrionale;
- Tragelaphus buxtoni (Lydekker, 1910) – nyala di montagna;
- Tragelaphus eurycerus (Ogilby, 1837) – bongo;
- Tragelaphus spekii Speke, 1863 – sitatunga.

## Descrizione

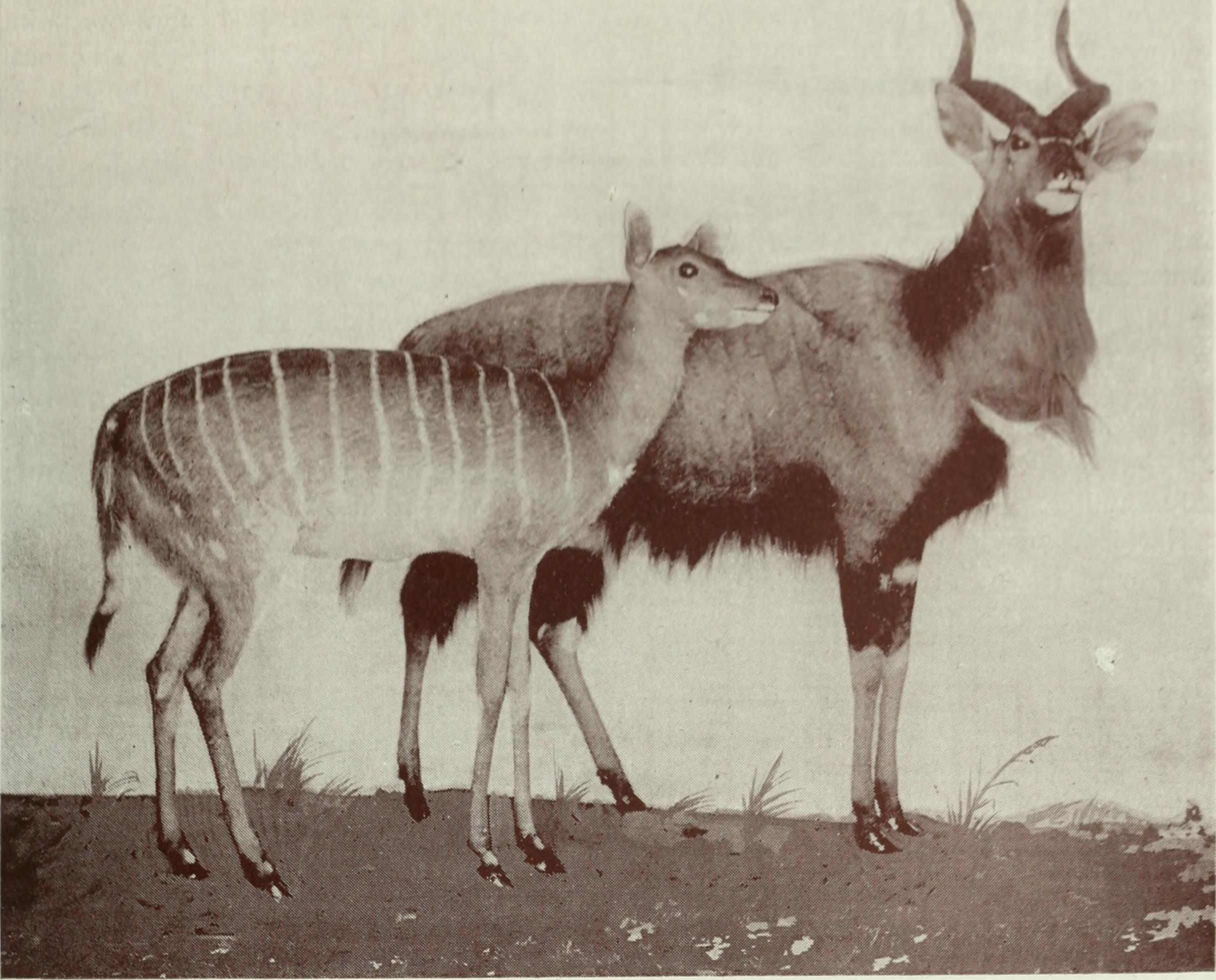
Questi esemplari preparati di nyala illustrano bene le caratteristiche morfologiche del genere 'Tragelaphus.

Le antilopi dalle corna a spirale sono antilopi di dimensioni medio-grandi, generalmente alte e dotate di zampe lunghe. Le corna sono presenti nei maschi di tutte le specie, mentre le femmine ne sono prive, ad eccezione di quelle del bongo e degli elani. Le corna svolgono essenzialmente una funzione difensiva durante le dispute territoriali, ma vengono usate anche per grattare il terreno e come ornamento nelle parate nuziali. Inoltre, i maschi sono molto più grandi delle femmine ed entrambi i sessi hanno una colorazione diversa. Le femmine presentano generalmente un manto che va dal marroncino al bruno-rossastro, mentre quello dei maschi è più scuro di quello delle compagne e diventa ancora più scuro con l'età. Indipendentemente dalla colorazione dei sessi, la maggior parte delle specie presenta un disegno disruptivo formato da caratteristiche strisce verticali bianche, alle quali può aggiungersi una serie di macchie dallo schema variabile. Lo schema di entrambi i tipi di disegno varia da individuo a individuo e da una località geografica all'altra. I disegni del manto aiutano questi animali a nascondersi dai predatori nella fitta vegetazione. La maggior parte delle specie presenta una «V» bianca tra gli occhi, delle macchie sulle guance, una macchia bianca sulla gola e la parte superiore delle zampe anteriori più scura. Tutte le specie, tranne il nyala e il cudù maggiore, hanno una macchia sul petto a forma di mezzaluna. Inoltre, sono presenti anche altri attributi fisici che svolgono un ruolo nella comunicazione sociale, quali criniere dorsali, sottocoda bianchi ed estremità delle corna bianche. Queste caratteristiche aiutano a esprimere le emozioni dell'animale e ad allertare i membri del branco della presenza dei predatori. Sotto i ciuffi di pelo all'estremità delle zampe posteriori vi sono speciali ghiandole che circondano i falsi zoccoli.

## Ecologia

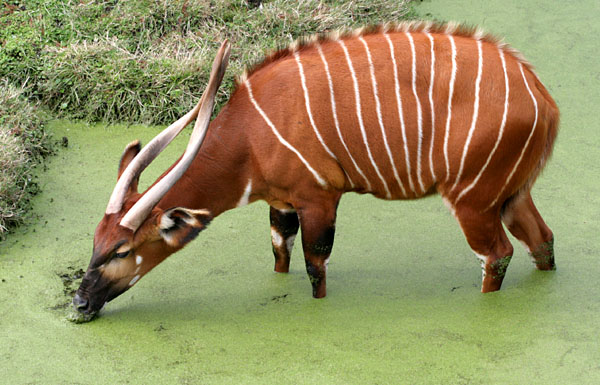
Un bongo in una palude.

Le antilopi dalle corna a spirale sono presenti in quasi tutta l'Africa subsahariana in un'ampia gamma di habitat, quali foreste pluviali, paludi, savane aperte, montagne e steppe subdesertiche. Fatta eccezione per gli elani e il sitatunga, le antilopi dalle corna a spirale sono tutte brucatrici. Tutte le specie si nutrono di foglie verdi e fanno affidamento alle specie di cui si nutrono anche per quanto riguarda il riparo. Durante la stagione secca la loro dieta consiste principalmente di foglie di alberi e arbusti, germogli, ramoscelli e piante erbacee, che integrano con frutta, fiori ed erba fresca con l'arrivo della stagione delle piogge. Essendo abituate a vivere tra la fitta boscaglia, le antilopi dalle corna a spirale sono in grado di muoversi attraverso la vegetazione balzando, correndo e schivando gli ostacoli. La maggior parte delle specie ha bisogno di bere acqua per sopravvivere, ma cudù ed elani sono in grado di trascorrere lunghi periodi senza bere, dal momento che vivono in ambienti più aridi. A differenza della maggior parte delle specie di bovidi, le antilopi dalle corna a spirale sono principalmente notturne, anche se alcune specie possono essere attive al mattino presto e nel tardo pomeriggio. Come tutte le antilopi, anche queste (specialmente gli esemplari giovani, anziani e deboli) rientrano nella dieta di alcuni dei principali predatori africani, come leoni, leopardi, ghepardi, iene macchiate e licaoni.

## Biologia

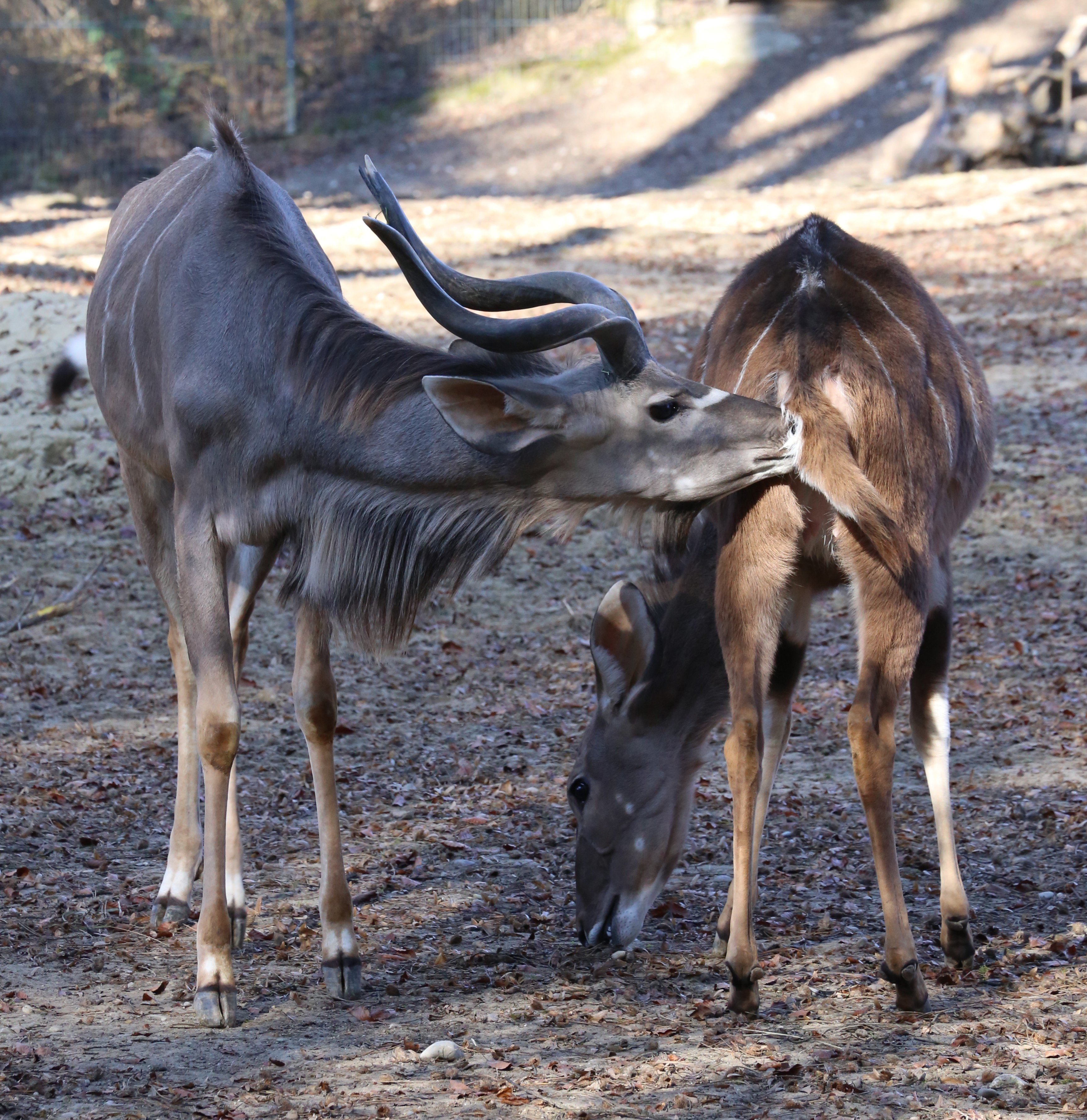
Un maschio di cudù maggiore valuta se una femmina è in estro.

Quando vengono allertati da un pericolo, questi bovini sollevano il collo più in alto possibile e si spostano con un'andatura simile a quella delle capre, muovendo il collo su e giù e la testa avanti e indietro. Non appena individuano il predatore si fermano immediatamente. La strategia antipredatoria più utilizzata consiste nel nascondersi tra cespugli fitti e alti abbastanza da consentire all'animale di mimetizzarsi perfettamente nella vegetazione. Talvolta possono alzare una zampa. Se ciò non basta, fuggono via con uno scatto improvviso. Non sembrano avere una grande resistenza nella corsa, ma possono saltare incredibilmente in alto.
L'organizzazione sociale delle antilopi dalle corna a spirale varia da una specie all'altra. Ai due estremi dello spettro vi sono il tragelafo striato, prevalentemente solitario, e l'antilope derbiana, specie altamente sociale. In linea di massima i branchi di antilopi dalle corna a spirale non sono numerosi, in quanto solo raramente superano più di qualche decina di individui, e sono per lo più sedentari. I branchi sono prevalentemente composti da femmine con i loro piccoli, tanto che gli studiosi ritengono che la ragione per cui alcune di queste specie si riuniscono in gruppo sia quello di difendere i piccoli dai predatori. Nel bongo e negli elani questo ha portato allo sviluppo di maggiori dimensioni e alla presenza di corna anche nelle femmine, insieme alla nascita di una rigida gerarchia sociale (assente nelle altre specie, in cui sono solo i maschi più grandi a dominare sulle femmine più piccole). Ad eccezione di quelli che legano le madri con i piccoli, nella mandria non esistono forti legami sociali. Questi branchi sono talvolta unità molto aperte, in cui le femmine vanno e vengono. I maschi rimangono all'interno della mandria finché non sviluppano i loro caratteri sessuali primari e secondari; una volta sviluppati questi tratti, lasciano il branco d'origine e diventano nomadi.
È solo durante la stagione riproduttiva che i maschi si riuniscono attorno a una femmina in estro per alcune ore. Tutte le antilopi dalle corna a spirale sono poliandriche. Il tasso di aggressività è basso in entrambi i sessi, sebbene la presenza di competizione intraspecifica. Le femmine spesso combattono a colpi di collo, mentre i maschi si scontrano a colpi di corna, cercando di ferire al volto l'avversario. In alcuni casi i maschi cercano anche di persuadere la femmina a sottomettersi, poiché questa potrebbe cercare di ribellarsi. Una volta che la femmina è stata inseminata con successo dal maschio, ha inizio il periodo di gestazione, che nella maggior parte delle specie dura circa sette mesi, anche se nelle specie più grandi si prolunga fino a otto o nove mesi. La femmina dà alla luce un unico piccolo, che verrà svezzato a circa cinque o sei mesi di età. Le femmine raggiungono la maturità sessuale entro due o tre anni, i maschi tra quattro o cinque anni.

## Genetica
Il numero dei cromosomi varia da una specie all'altra. Ciò rispecchia bene le relazioni evolutive tra le antilopi dalle corna a spirale. Il cromosoma Y ancestrale era subacrocentrico, ma si verificò un'inversione pericentrica che lo rese submetacentrico dopo la separazione del cudù minore e del nyala dalla linea evolutiva principale. Anche casi di antica ibridazione hanno svolto un ruolo chiave nell'evoluzione dei cromosomi di tutte le specie. Di seguito è riportato un elenco del numero diploide 2n (maschio/femmina):
- Nyala: 2n = 55/56
- Cudù minore: 2n = 38/38
- Antilope alcina: 2n = 31/32
- Cudù maggiore: 2n = 31/32
- Tragelafo striato: 2n = 33/34
- Sitatunga: 2n = 30/30
- Bongo: 2n = 33/34

Casi di ibridazione tra bongo e sitatunga sono ben documentati: gli esemplari che ne risultano, chiamati «bongsi», sono fertili. Questi ibridi hanno un numero diploide 2n = 33 e in tutti i casi noti erano esemplari di sesso femminile che sviluppavano corna simili a quelle delle femmine di bongo, mentre il disegno delle strisce era intermedio tra quello delle specie genitrici su una colorazione di fondo arancione. Il fatto che le due specie possano incrociarsi è un'ulteriore riprova della loro stretta parentela. Sono stati documentati altri ibridi, come quello nato da un accoppiamento accidentale tra un maschio di antilope alcina e una femmina di cudù maggiore allo Zoo Safari Park di San Diego negli anni '70. Il piccolo presentava caratteri ereditari misti come orecchie appuntite come quelle dell'antilope alcina, ma un po' allargate come quelle del cudù, e coda lunga la metà di quella dell'antilope alcina, ma dotata di un ciuffo di peli all'estremità come quella del cudù. L'individuo, tuttavia, era azoospermico, poiché le analisi dimostrarono che era completamente privo delle cellule germinali che producono gameti.

## Rapporti con l'uomo

### Conservazione
Nel loro insieme le antilopi dalle corna a spirale non sono un gruppo di mammiferi minacciato. La maggior parte delle specie viene riconosciuta «a rischio minimo» (Least Concern) dalla lista rossa della IUCN, con l'eccezione di bongo e cudù minore, classificati come «specie prossime alla minaccia» (Near Threatened), e di antilope derbiana e nyala di montagna, classificati rispettivamente come «specie vulnerabile» (Vulnerable) e «specie in pericolo» (Endangered). Inoltre, alcune popolazioni locali e sottospecie di altre specie sono in declino. Le antilopi dalle corna a spirale sono minacciate soprattutto dalla distruzione dell'habitat e dalla caccia a scopo alimentare, sebbene la maggior parte delle specie viva in habitat inadatti all'agricoltura. In alcuni casi, infatti, la popolazione di certe specie potrebbe anche essere in aumento (nonostante stime accurate della popolazione non siano note).

### Addomesticamento

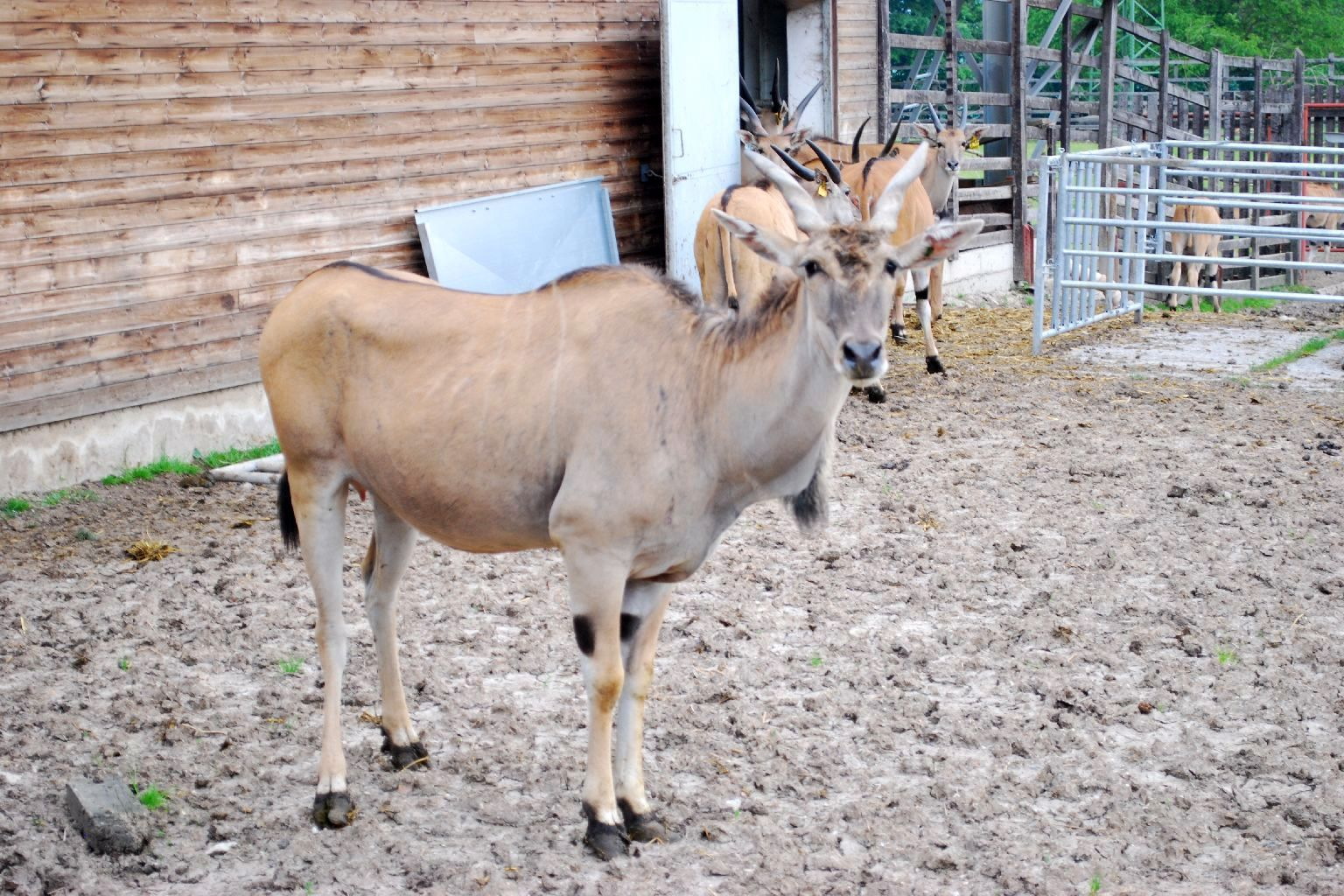
Alcune antilopi alcine in una fattoria.

Le due specie di elano sono attualmente semi-addomesticate, in quanto il loro carattere docile, la grande quantità di carne che se ne ricava e il grado di resistenza agli ambienti ostili dell'Africa le hanno rese alternative ideali ai buoi domestici in alcune parti del continente. Una ricerca del 2014 che ha paragonato la qualità della carne dell'antilope alcina e quella del bue domestico ha rivelato che la carne dei maschi di antilope è più povera di grassi e più benefica per la salute nutrizionale umana, ma anche priva della consistenza e del sapore che rendono la carne di manzo così attraente per i consumatori. Oltre ad essere allevati nelle fattorie come bestiame esotico, gli elani e altre specie di antilopi dalle corna a spirale sono stati introdotti in riserve private di tutto il globo (soprattutto in America settentrionale e in Africa) per la caccia sportiva. A differenza degli elani, tuttavia, la maggior parte delle altre specie non è così docile o tollerante nei confronti dell'uomo, con il quale evita ogni contatto possibile.